# James M. Humphrey

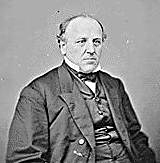
James M. Humphrey

James Morgan Humphrey (* 21. September 1819 in Holland, Erie County, New York; † 9. Februar 1899 in Buffalo, New York) war ein US-amerikanischer Politiker. Zwischen 1865 und 1869 vertrat er den Bundesstaat New York im US-Repräsentantenhaus.

## Werdegang
James Humphrey besuchte die öffentlichen Schulen seiner Heimat. Nach einem anschließenden Jurastudium und seiner 1847 erfolgten Zulassung als Rechtsanwalt begann er in East Aurora, ebenfalls im Erie County, in seinem neuen Beruf zu arbeiten. Zwischen 1857 und 1859 war er dort Bezirksstaatsanwalt. Politisch schloss er sich der Demokratischen Partei an. In den Jahren 1863 und 1864 saß er im Senat von New York.
Bei den Kongresswahlen des Jahres 1864 wurde Humphrey im 30. Wahlbezirk seines Staates in das US-Repräsentantenhaus in Washington, D.C. gewählt, wo er am 4. März 1865 die Nachfolge von John Ganson antrat.  Nach einer Wiederwahl konnte er bis zum 3. März 1869 zwei Legislaturperioden im Kongress absolvieren. Seit 1865 war die Arbeit des Kongresses von den Spannungen zwischen den Republikanern und Präsident Andrew Johnson geprägt. die in einem nur knapp gescheiterten Amtsenthebungsverfahren gipfelten. Während Humphreys Zeit im Kongress wurden der 13. und der 14. Verfassungszusatz ratifiziert.
1868 verzichtete James Humphrey auf eine weitere Kongresskandidatur. Zwischen 1871 und 1873 war er Richter am Superior Court of Buffalo. Danach praktizierte er wieder als Anwalt. Diesen Beruf übte er bis zum Eintritt in den Ruhestand im Jahr 1894 aus. Er starb am 9. Februar 1899 in Buffalo.